# Gökçe İrem Çavdar
Gökçe İrem Çavdar Ulusoy (6 de setembre de 1988) és una jugadora de voleibol turca. En la seva carrera profissional va jugar per equips com a Ereğli Belediyespor de Konya, İller Bankası d'Ankara, Trabzon İdmanocağı de Trebisonda, i Manisa Büyükşehir Belediyespor de Manisa, a Turquia. El 2014 es va casar amb el també jugador de voleibol, Fatih Ulusoy a Samsun.